# Wallnerkaserne

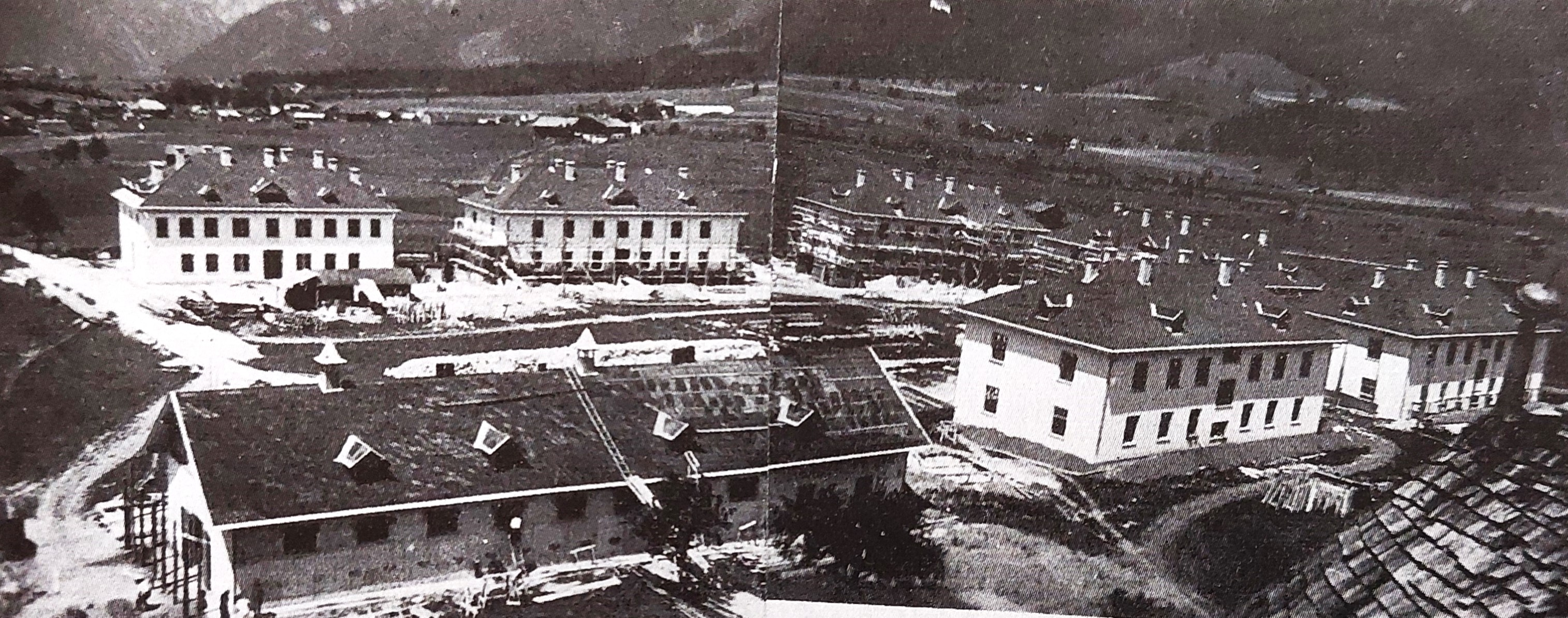
Wallnerkaserne (1940)

Die Wallnerkaserne liegt in der Stadt Saalfelden im Pinzgau im Bundesland Salzburg. Benannt ist sie nach dem Freiheitskämpfer und Schützenmajor Anton Wallner (verm. 1758–1810).

## Geschichte
Durch die Vergrößerung des Bundesheeres in den 1930er-Jahren und die Wiedereinführung der allgemeinen Wehrpflicht 1936 wurde ein Mangel an Kasernen deutlich. 1936 wies Landeshauptmann Franz Rehrl in einem Brief an den Bundesminister Eduard Baar-Baarenfels und den General der Infanterie Wilhelm Zehner auf die Eignung von Saalfelden als Standort für militärische Einheiten hin; Argumente waren die Nähe zur strategisch bedeutsamen Glocknerstraße und der Grenzschutz gegen das im Norden gelegene NS-Deutschland. Auch die Gemeinde unter Bürgermeister Bartholomäus Fersterer unterstützte dieses Anliegen durch die Überlassung eines entsprechenden Grundstückes und die Bereitstellung von Bauholz, Wasser und elektrischer Energie auf Gemeindekosten. Bereits im Juli 1937 war der Großteil der Kasernengebäude errichtet, die Kollaudierung erfolgte im Juni 1938, also zu einer Zeit, zu der Österreich bereits von Deutschland annektiert war.
Die ersten 240 Soldaten, die im Oktober 1937 die Kaserne bezogen, gehörten dem 1. Infanteriebataillon des Wiener Infanterieregiments Alt-Starhemberg Nr. 2 an. 1938 übernahm die Wehrmacht die Kaserne und erweiterte sie durch den Bau von Baracken. Hier untergebracht waren das Ergänzungsbataillon des Gebirgsjägerregiments 137, die Gebirgs-Sanitätsstaffel Saalfelden (Gebirgs-Sanitätsabteilung 42), die Korpsgebirgssanitätsschule (später Heeresgebirgssanitätsschule) sowie die Sanitätsersatz- und Ausbildungseinheit 18.
Im Mai 1945 übernahmen Soldaten des 2. Bataillons / 506. Fallschirmjägerregiment / 101. US-Luftlandedivision die Wallner-Kaserne. Zwischen 1945 und 1949 dienten die Kasernengebäude als Flüchtlingslager für bis zu 1800 Displaced Persons und anschließend unter der Bezeichnung Givat Avoda als Lager des Roten Kreuzes für jüdische Emigranten.
In der Besatzungszeit bezog 1949 das 2. Bataillon des 350. Infanterieregiments der U.S. Army die Gebäude von Camp Saalfelden. Hier waren das 1. Bataillon / 350. US-Infanterieregiment („Blue Devils“), verstärkt durch eine mittlere Panzerkompanie, sowie zeitweise die A, B und C-Kompanie des 70. US-Pionierbataillons stationiert. Die Amerikaner belegten die Kaserne mit bis zu 3000 Soldaten. Die von ihnen erbauten Offiziersunterkünfte in der Bürgerau wurden nach ihrem Abzug als Zöglingsinternat der BEA (Bundeserziehungsanstalt) – die heutige HIB (Höhere Internatsschule des Bundes) – weiterverwendet. In der Besatzungszeit wurde die Kasernenfläche durch die Anlage von Sport- und Lagerplätzen sowie eines Feldflugplatzes flächenmäßig verdoppelt sowie die Kaserne durch eine neue Straße besser erschlossen.

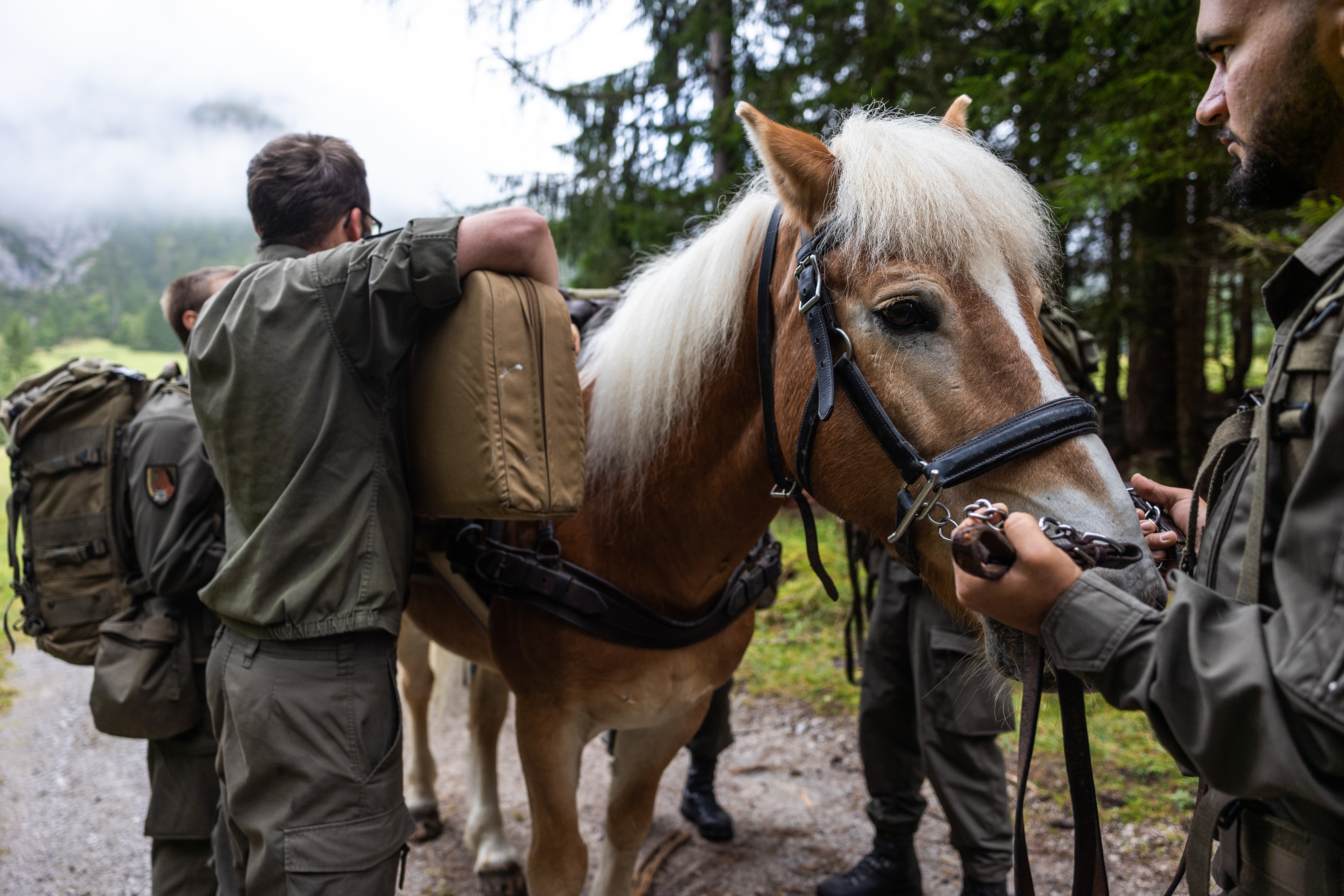
Beladen eines Tragtieres am Truppenübungsplatz Hochfilzen

Nach dem Österreichischen Staatsvertrag und dem Abzug der US-Armee wurde die Kaserne 1955 für die B-Gendarmerie verwendet und die 1. Unterabteilung der Gendarmerieschule Tirol II dort untergebracht. Nach Gründung des Bundesheeres wurde die Kaserne 1956 zum Standort der 2. Kompanie des Jägerbataillons 30, 1957 folgte die Unterstützungskompanie des JgB 30. Das Kommando des Truppenübungsplatzes Hochfilzen befand sich von 1959 bis 1961 ebenfalls in Saalfelden. Von 1960 bis 1970 war hier die Tragtierkompanie des Ausbildungsregimentes 8 stationiert. Von 1961 bis 1986 war hier auch das Kommando des Heeresmunitionslagers Lofer-Hochfilzen untergebracht.
Am 1. Januar 1963 wurde hier die Jägerschule gegründet; wichtig dafür waren das Übungsgelände am Ramseider- und Oedterberg sowie der Schießplatz Lenzing und die Nähe zum Truppenübungsplatz Hochfilzen. In der Kaserne wurde ein Hubschrauber-Landeplatz angelegt sowie eine Gedenkstätte für die im Dienst verunglückten und gefallenen Soldaten des Ersten und Zweiten Weltkrieges angelegt. Danach waren hier untergebracht: die Jägerschule, bestehend aus der Stabskompanie und der 1. und 2. Lehrkompanie, das Kasernenkommando mit Krankenrevier, Teile des Landwehrstammregiments 83 und Teile der Verwaltungsstelle St. Johann, das Katastrophen-Einsatzmagazin des Amtes der Salzburger Landesregierung und der Stab des mobil zu machenden Jägerbataillons 29.
Die Jägerschule entwickelte sich zu einer der bekanntesten Infanterieschulen auch für ausländische Armeen für die Alpin- und Gebirgskampfausbildung in Europa. Ab 1986 kamen vornehmlich amerikanische Militäreinheiten, darunter auch Spezialeinheiten wie die Navy SEALs, regelmäßig hierher, um Spezialtrainings abzuhalten.

## Aktuelle Verwendung

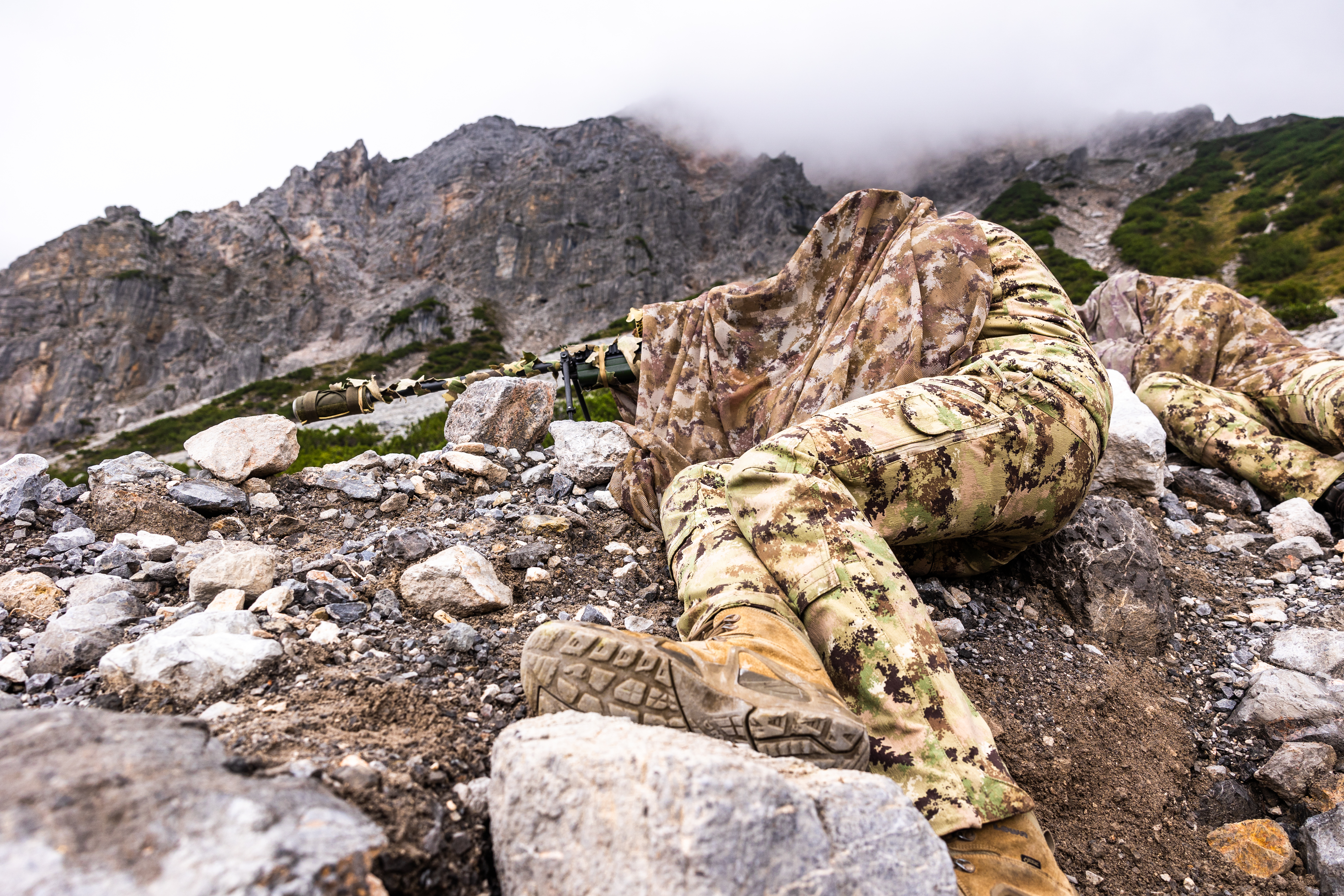
Italian Special Forces Sniper am Truppenübungsplatz Hochfilzen

Am 25. September 2008 wurde die Jägerschule des Bundesheeres nach 45 Jahren nach Bruckneudorf verlagert. Der Standort Saalfelden dient seitdem als Gebirgskampfzentrum der Heerestruppenschule. Hier werden auch Kurse zum Heeresbergführer, Heeresskilehrer und Heeresflugretter abgehalten. Die Soldaten stehen ebenfalls für Katastropheneinsätze zur Verfügung. Hier ist die „Pooling & Sharing Mountain Training Initiative“ der EU lokalisiert. Daneben werden Soldaten befreundeter Armeen für den Gebirgskampf ausgebildet (z. B. deutsche Bundeswehr, British Army, U.S. Army, Japanische Selbstverteidigungsstreitkräfte); die Unterrichtssprache dabei ist Englisch.

## Lage und Verkehr
Die Kaserne befindet sich im Südosten von Saalfelden an der Ramseiderstraße und kann über die Haltestelle Saalfelden Wallnerkaserne mit öffentlichen Verkehrsmitteln erreicht werden.